# Punu (peuple)
Pour les articles homonymes, voir Punu.
Les Punu forment un peuple bantou d'Afrique centrale établi principalement au sud du Gabon, également en république du Congo dans la région du Niari. Ils constituent l'un des groupes dits shira-punu, auxquels sont aussi rattachés les Sangu (ou Massango).

## Ethnonymie
Selon les sources et le contexte, on observe plusieurs variantes : Alpounou, Alpunu, Apono, Bapunu, Ipunu, Pouno, Pounou, Puno, Punus, Yipounou, Yipunu.

## Langues
Leur langue est le punu (ou yipunu). On trouve des personnes parlant le yipunu dans les provinces de la Ngounié et de la Nyanga principalement. Les grandes concentrations sont les villes de Mouila, Ndendé (Ngounié); Tchibanga,Mabanda et Moabi (Nyanga). Aujourd'hui, il faut y ajouter les villes comme Lambaréné (Moyen-Ogooué) et même la capitale du pays Libreville. En nombre de locuteurs, le yipunu se classe en premier position

## Histoire
Selon Monique Koumba Manfoumbi, les Punu se déplacèrent depuis le sud du Gabon (vers le bassin de la Ngounié) au XVIIIe siècle, et peuplèrent leur territoire actuel entre la fin du XVIe siècle et le XIXe siècle. En 1568, ils envahirent le nord–est du royaume du Kongo et triomphèrent contre le roi Alvare Ier.
Ils constituaient l'arrière-garde d'une longue tradition de migration depuis le nord-ouest du Congo, et qui s'était mise en place depuis le XVe siècle, comme le précise Guy Claver Loubamono-Bessacque, dans son Panorama des déplacements, en 2017. Ils suivirent l'axe de la côte, depuis Dolisie jusqu'à Mouila, sur la Ngounié, avant de se disséminer dans la région voisine de la Nyanga (Tchibanga, Moabi, Mabanda et dans le massif du Mayombe). Certains seraient peut-être entrés par cette région de la Nyanga.
On ne connait pas les raisons qui ont poussé ces populations à se déplacer. Cependant, si les guerres peuplent les récits des déplacements, il est probable que d'autres facteurs aient été déterminants. L'appauvrissement des sols utilisés par les villages, la raréfaction du gibier ou le manque de ressources de la cueillette impliquaient l'allongement des distances à parcourir pour subvenir aux besoins du village. Et se déplacer, pour chercher une région nettement plus propice, devenait une alternative judicieuse. Les habitations, elles-mêmes, se dégradant sur une vingtaine d'années, et la mort d'un habitant pouvait créer un choc qui, avec d'autres facteurs, incitait, alors, à partir.

## Sociale
Les Punu appartiennent au groupe culturel Shira-Punu, avec les Eshira (Shira), les Lumbu et les Vili. Ils sont aussi rattachés aux Sangu (ou Massango).
Ils vivaient dans des villages indépendants divisés en clans et en familles.

### Lemukudjet l'ikwar
La cohésion sociale était assurée par la société de l'okuyi (terme générique pour le masque, nommé mukudji, blanc, chez les Punu et les Eshira). Son rôle essentiel était de subjuguer les esprits malfaisants de la forêt. Cette forme d'expression était partagée par de nombreux groupes régionaux, dont les Eshira, les Masango et les Lumbu. Le masque mukudj était aussi utilisé par la société Okuyi au moment du deuil. Le nom du masque varie selon les populations, par exemple okuyi, mukuyi, mukudj chez les Eshira. Le rôle de la danse rituelle du mukudj était d'invoquer un esprit de l'au-delà, revenu du monde des morts dans celui des vivants, représenté sous les traits d'une "belle jeune femme" au visage idéal. Après avoir eu autrefois un rôle de régulateur social ou parfois de justicier qui le faisait craindre, l'okuyi s'est peu à peu transformé au milieu du XXe siècle en manifestation de divertissement communautaire.
Le masque mukudj, en bois peint, n'est que la partie supérieure d'un ensemble qui est composé d'un danseur, invariablement masculin, dont le corps est masqué par un vêtement plus ou moins ample, tandis que ses pieds reposent sur des échasses qui peuvent aller jusqu'à trois mètres de haut. Comme la danse comporte des mouvements violents et saccadés et des déplacements, parfois rapides parmi les villageois, le danseur doit être un professionnel chevronné et au maximum de sa force physique, car sa prestation est une prouesse exceptionnelle. Le masque de bois par lequel il peut voir ce qui l'environne n'étant pourvu que d'étroites fentes à l'endroit des yeux aux paupières presque fermées ! Aussi une équipe de soutien, et pouvant atteindre 25 membres, aide le danseur à s'habiller, à le fixer solidement sur les échasses et assure sa protection tout en l'accompagnant par des chants. Le danseur communique avec eux par un langage codé et des gestes des mains qui tiennent des chasse-mouches, lesquels amplifient leurs mouvements codés. Un ensemble de musiciens de percussions rythme le spectacle et un chœur interprète un « collage de textes tirés de divers faits historiques et contextes rituels. » Le portrait féminin idéalisé semble ainsi voler, emporté par la masse informe du danseur masqué mais qui témoigne d'une évidente maitrise quasiment surnaturelle.
Des spectacles apparaissant comme une caricature comique du mukudj offraient à des danseurs moins expérimentés l'occasion de tester leurs capacités physiques sur des échasses bien plus petites. Les chants qui accompagnaient cet ikwar pouvaient être des versions simplifiées du mukudj, mais aussi être grivoises, agressives ou même violentes. Le masque était alors caricatural ou même une simple capuche en tissu. Mais un masque mukudj, au visage originellement blanc pur, après de nombreuses années d'usage pouvait être noirci au ngulu, un mélange de charbon et d'huile de palme rouge et devenait ikwar. Le masque changeait alors de nature, devenant masculin et passant « du sommet d'une culture exceptionnelle au prosaïque et au commun. »
Ces masques sont toujours des figures de femme. Un Punu interrogé en 1993 sur l'usage du kaolin sur le masque mukudj a eu cette phrase: « Les femmes sont représentées par la couleur blanche parce qu'on les admire ». Ces masques ont d'ailleurs fait l'admiration des Occidentaux et furent collectionnés par les artistes modernes dès avant 1910, dont Matisse, Picasso et Vlaminck. On peut constater qu'un soin évident a été porté dans la représentation de certains traits personnalisés, et de telles sculptures sont ainsi des portraits idéalisés de femmes Punu qui peuvent se reconnaitre et être reconnues. Le sculpteur travaillant en dehors du village, il doit sculpter de mémoire, en s'inspirant des traits d'une femme reconnue pour sa beauté, qui peut être la femme même du sculpteur. Le blanc du kaolin « impose au masque une lividité surnaturelle qui sublimait la beauté de son sujet féminin idéalisé. »
Le voyageur et anthropologue des tout débuts de cette discipline, Paul Belloni Du Chaillu, décrit ainsi les femmes Punu qui vivaient sur une des rives de la Ngounié: « Les femmes ont pour ornements des scarifications sur le front ; très souvent celles-ci consistent en neuf protubérances arrondies, de la dimension d'un pois et disposées en losange entre les sourcils, et elle portent des marques en relief similaires sur les joues et quelques marques irrégulières sur la poitrine et l'abdomen, dont la disposition varie selon les individus. ». Ces ornements se retrouvent évidemment sur les masques, dont de caractère naturaliste est soigneusement idéalisé par le sculpteur.

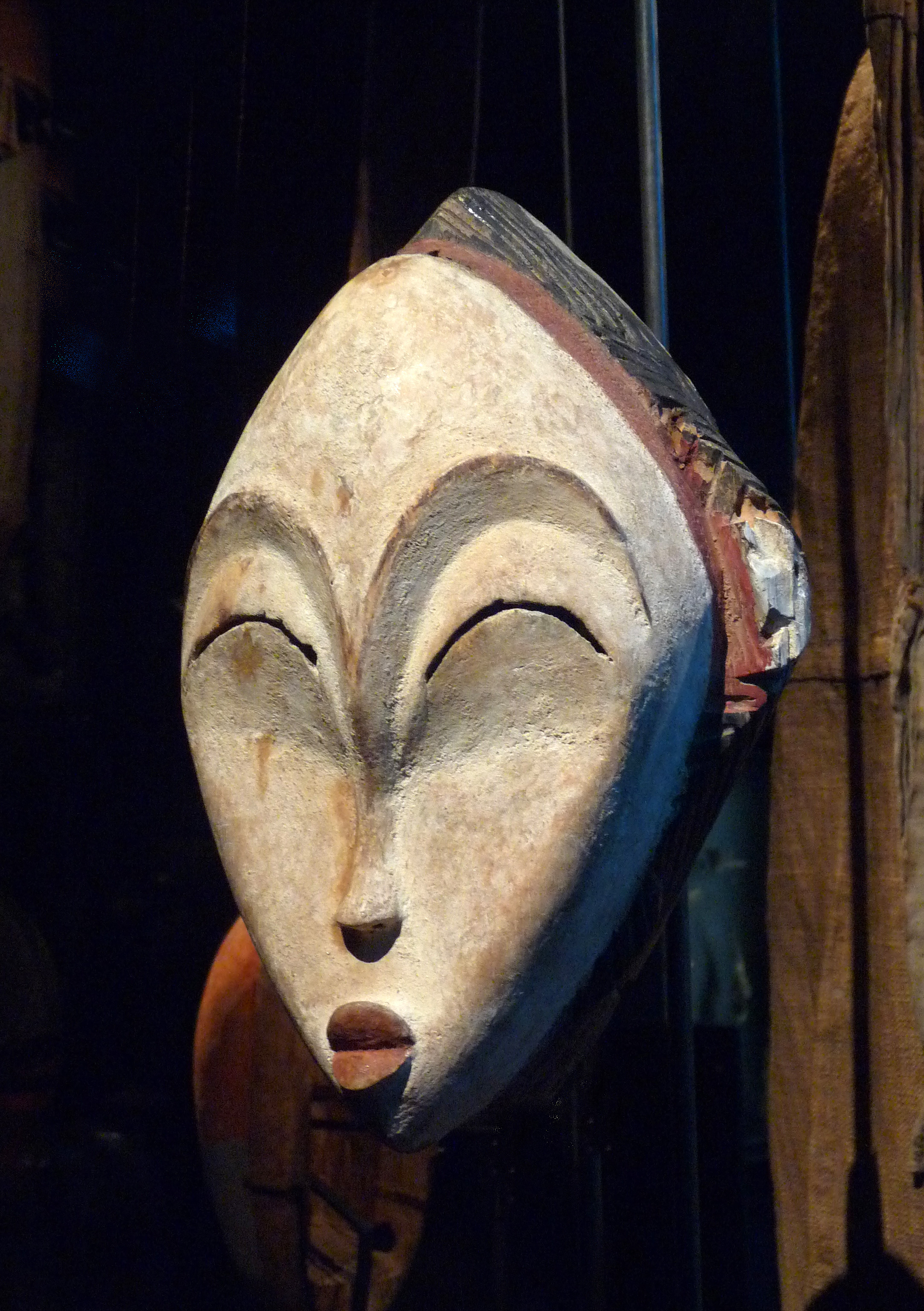
Masque anthropomorphe blanc. Punu. 19e-début 20e siècle. Bois, pigments noir, rouge et kaolin. 25 x 17,5 x 11,5 cm[14].
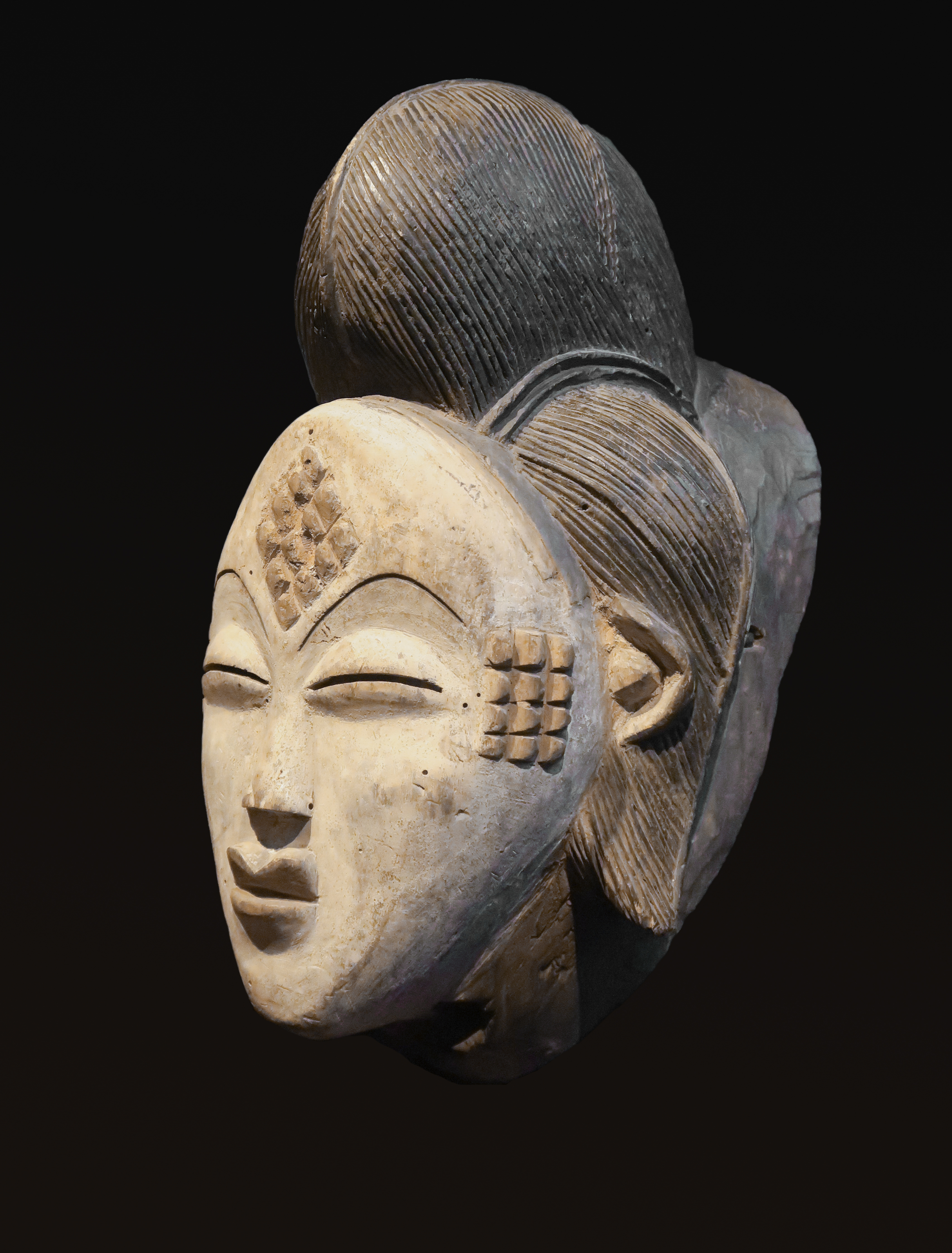
Masque mukudj. Punu. 19e siècle. Bois, pigments dont kaolin 37 x 11 (Largeur de la face) x 12 cm[15].
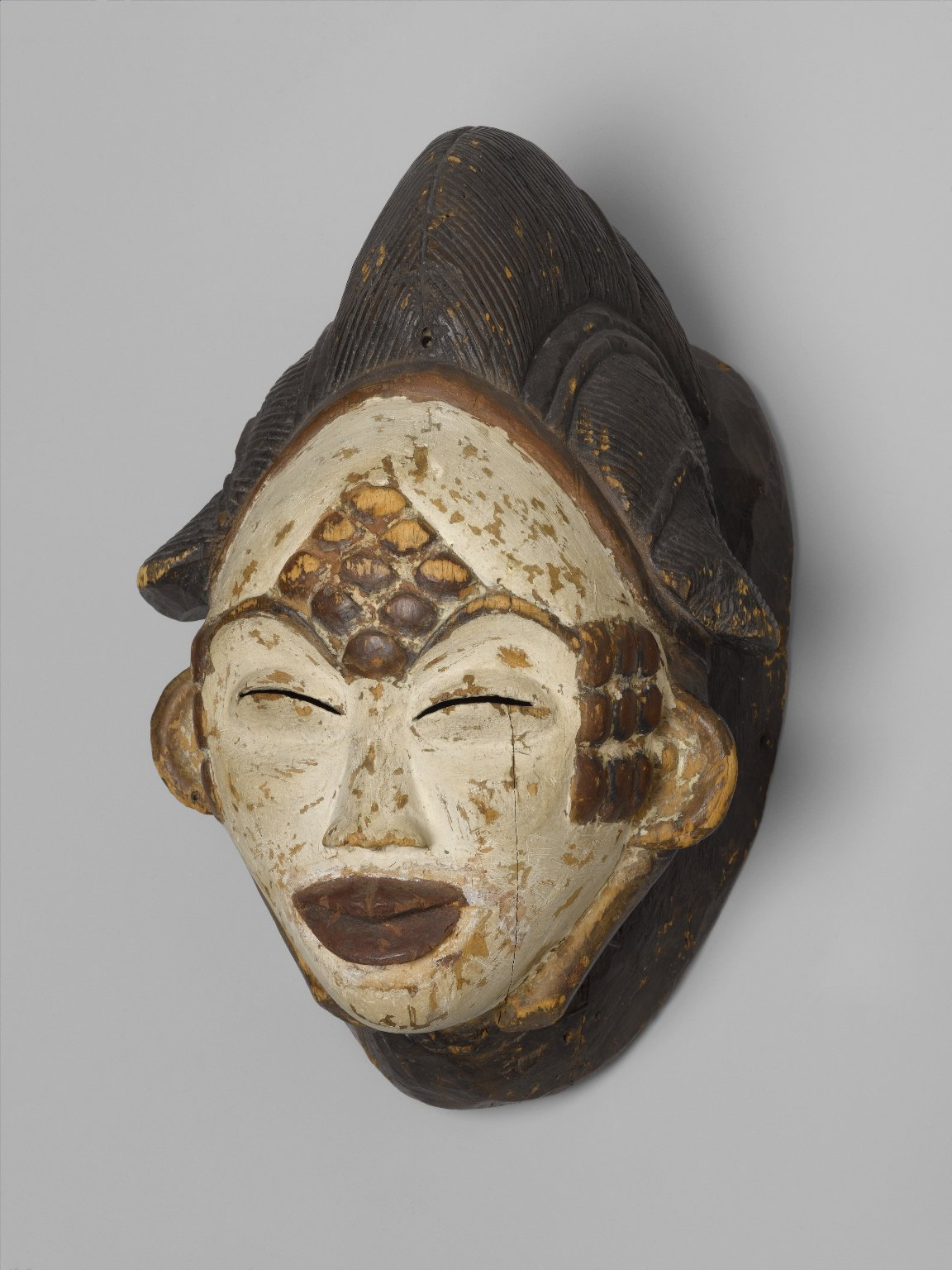
Masque mukudj. Punu. 19e-début 20e siècle. Bois, pigments dont kaolin. 27,9 x 19,1 x 23 cm[16].
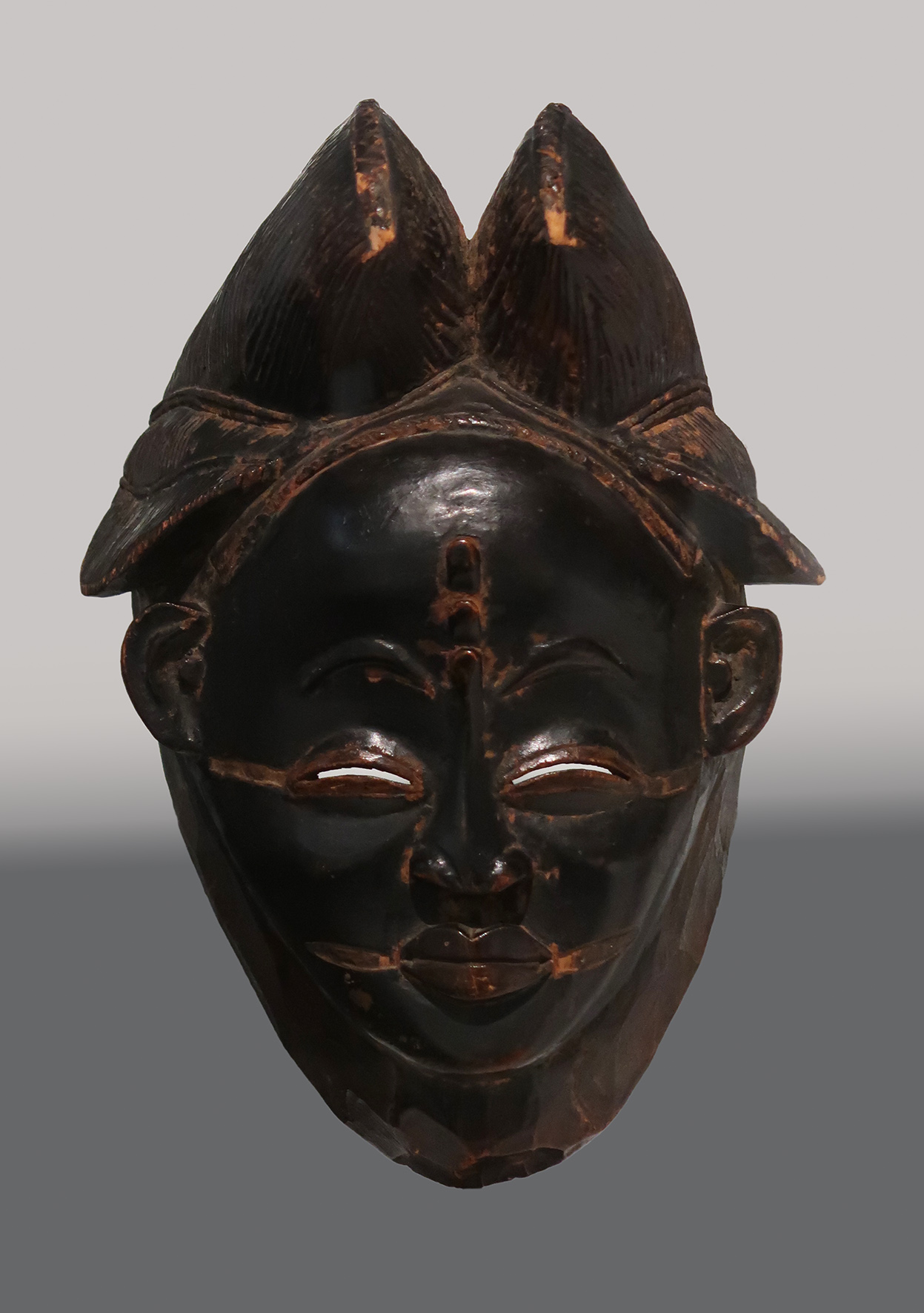
Masque ikwara. Punu. 19e-début 20e siècle. Bois, pigments 46 x 21 x 16,5 cm[17].

## Démographie
Bien qu'étant présents dans une bonne partie du bassin du Congo (Gabon, Congo Brazzaville, République démocratique du Congo, Angola), c'est au Gabon que les Punu vivent en grand nombre où ils représentent un peu plus de 25 % de la population gabonaise. Ils sont, après l'ethnie Fang, la deuxième ethnie du Gabon (la troisième étant l'ethnie Nzebi).[réf. nécessaire]

## Personnalités
- Annie-Flore Batchiellilys, artiste, chanteuse.
- Didjob Divungi Di Ndinge, ancien vice-président de la République[18]
- Emile Kassa Mapsi, ancien ministre, ancien vice-premier ministre.
- Alfred Mabika, haut fonctionnaire et ancien ministre.
- Pierre-Claver Maganga Moussavou, ancien vice-président de la République[18]
- Pierre Mamboundou, opposant historique au régime des Bongo (Omar Bongo et Ali Bongo).
- Sébastien Mamboundou Mouyama, ancien ministre
- Yves-Fernand Manfoumbi, ancien ministre[18]
- Bruno Ben Moubamba, ancien ministre[19]
- André Moussavou, universitaire, onzième recteur de l'université Omar Bongo
- Auguste Moussirou, universitaire et écrivain gabonais
- Myriam Mihindou, artiste plasticienne, performeuse et photographe d'origine franco-gabonaise.
- Rodrigue Mavioga, architecte et chef de projets génie civil pétrolier, auteur de l'ouvrage « Architecture Akka (Pygmée) : Tradition et modernité ».
- Darenn Mbadinga, analyste financier et chanteur gabonais.